# Gens Annea
La gens Annea fue un conjunto de familias de la Antigua Roma que compartían el nomen Anneo. Empezó a destacar en el siglo I a. C. Miembros de esta gens se distinguieron por su amor a las actividades literarias. Varios miembros de la familia cayeron víctima de varios complots e intrigas de la corte de Nerón, incluyendo la conjura de Pisón.

## Origen
Marco Anneo Séneca, el primero de la gens de quien tenemos conocimiento definido, era nativo de Corduba en la provincia de Hispania Ulterior. Sin embargo, su nombre y los de sus descendientes son claramente de carácter romano, argumentando que la familia fue descendiente de colonizadores romanos y no nativos de España. Estacio Anneo, un amigo de la familia en Roma, bien puede haber sido un pariente. Su praenomen sugiere que los Anneos podrían haber sido de origen osco.

## Praenomina
Los únicos praenomina asociados con los Anneos son Estacio, Lucio y Marco. Ya que no se sabe nada del origen del médico Estacio Anneo, es posible que fuera un liberto y que Estacio no fuera utilizado regularmente por la familia. Sin embargo, si los Anneos eran de origen osco, Estacio bien podría haber sido un nombre familiar.

## Ramas ycognomina
Los Anneos no parecen haber tenido ramas distintas, pero, siguiendo una tendencia que comenzó en época imperial, cada hijo de Séneca el Mayor llevó un cognomen diferente: Novato, Séneca y Mela. El hijo de Anneo Mela recibió el cognomen Lucano en honor de su abuelo, Anicio Lucano, un abogado prominente en Corduba. Este apellido probablemente se refería originalmente a un nativo de Lucania. Un liberto de los Anneos llevó el cognomen Cornuto. Floro fue utilizado por un poeta del siglo II y quizás también por un historiador del mismo periodo, aunque es incierto si, de hecho, eran miembros de esta gens.